# Котелко, Ольга
Ольга Котелко (англ. Olga Kotelko; 2 марта 1919, Вонда, близ Саскатуна, Саскачеван, Канада — 24 июня 2014) — канадская легкоатлетка. Обладательница 5 бронзовых, 12 серебряных и 6 золотых медалей. По профессии учитель. Первый мировой чемпионат О. Котелко состоялся в Гейтсхеде в 1999 году.

## Биография
Родилась в семье фермеров украинского происхождения Василия Шванга и Анны Байда, эмигрировавших в Канаду в 1895 году, была седьмым ребёнком из 11 детей. С детства помогала родителям заниматься фермерским хозяйством (её отец имел несколько сотен гектаров земли), ходила в школу пешком за 6 миль. Во время учёбы в школе занималась софтболом, участвовала в молодёжных соревнованиях.
В 1941 году закончила Саскатунскую нормальную школу (педагогический ВУЗ) и начала работать учителем начальных классов, в 1953 году переехала в Нью-Вестминстер, где тоже работала в школе. В 1984 году в возрасте 65 лет вышла на пенсию. Родила двоих детей — дочерей Надин и Линду, а с мужем развелась перед рождением второго ребёнка. В последние годы жила с дочкой и зятем в Западном Ванкувере, пережила всех своих братьев и сестёр.

## Спортивная карьера
Активно заниматься спортом Ольга Котелко начала, уже будучи на пенсии. Поначалу возобновила занятия софтболом, потом занялась толканием ядра и стала тренером по этому виду спорта. Она разработала персональный режим тренировок, в том числе плавание три раза в неделю.
В 1999 году Котелко приняла участие в своём первом чемпионате мира среди пожилых людей в Гейтсхеде, Великобритания. Она участвовала в соревнованиях по нескольким дисциплинам, завоевала 6 золотых медалей и установила два мировых рекорда в категории «80 лет».
На Всемирных играх мастеров в Сиднее в 2009 году, Ольга Котелко установила два мировых рекорда в категории «90 лет» - в беге на 100 метров и метании молота.

## Достижения
- рекорд в 13 спортивных категориях на чемпионате BC Masters в Канаде в 2004 году
- восемь мировых и два национальных рекорда на чемпионате BC Masters в Ненаймо в 2009
- мировой рекорд по толканию ядра на Всемирных играх мастеров в Сиднее (Австралия) в октябре 2009.
- Рекордсменка в возрастной категории «От 80 и старше» по прыжкам в длину.
- «Атлет года BC Masters»
- награждена званием «Выдающаяся женщина в спорте» североамериканской спортивной организацией YWCA.